# Örebro Syrianska IF
Örebro Syrianska Idrottsförening é um clube de futebol sueco. Disputa atualmente a Division 1 Norra, equivalente a terceira divisão nacional.